# Успенська Евлалія В'ячеславівна
Евлалія В'ячеславівна Успенська (псевдо Ольгіна; 26 (13) квітня 1904, Харків, Російська імперія — 1986, Москва, Російська РФСР) — радянська актриса українського походження.

## Біографія
Народилася в родині професійних революціонерів Успенського В'ячеслава Павловича і Успенської (Ган) Евлалії Яківни. Незвичайне ім'я отримала, також як і мама, на честь російської співачки і актриси Евлалії Павлівни Кадміної.
У 1907 році батько, заочно засуджений до каторги, емігрував до Франції, звідки повернеться лише в 1921 році. Евлалія залишається з мамою і сестрою Клавдією на батьківщині.
У 1906 році матір була заарештована за революційну діяльність і півроку знаходилася в харківській Холодногірської в'язниці, після чого була вислана в Вологодську губернію на 2 роки. По поверненню з заслання сім'я жила в Новоросійську, потім, в 1913 році МАТІР знову була відправлена у заслання — в Самару, яке тривало до 1917 року.
У 1918 році сім'я повернулась до Харкова, а в 1922 переїхала до Москви.
У Москві зійшлася з Лазарем Мойсейовичем Перліним, співробітником Комінтерну і членом-засновником Комуністичної партії Бельгії. У вересні 1923 року у них народився син Борис. Згодом розлучилася через службу чоловіка.
В березні 1929 батько через травлю покінчив із життям батько.
Наприкінці 1920-х і на початку 1930-х багато знімалась у кіно (під псевдонімом Ольгіна) у режисерів як Абрама Роома і Івана Пир'єва.
Восени 1934 зійшлась Ісідором Мільграмом. В 1937 році були заарештовані: Ісидор 12 травня, а Евлалія — 19 липня. Була засуджена на три роки за «контрреволюційну діяльність».
Після звільнення працювала художником до зняття судимості в 1945 році. В 1955 повернулася у Москву. Брала участь в кінопробах, але в кіно більше не знімалася.
Загинула в автомобільній аварії.

## Фільмографія
- 1927: «Вибоїни» —  Таня
- 1928: «Танька-шинкарка» —  Груня
- 1929: «Коли зацвітуть поля» —  Дуняша, дочка куркуля
- 1929: «Стороння жінка» —  дружина Павла Кудряшова
- 1930: «Велика неприємність» —  Маруся
- 1932: «Я не маленький»
- 1933: «Зрада» —  Ольга
- 1935: «Скляний сніданок» —  мама
- 1935: «Про мавпочку» —  мама